# Drum interzis 4: Începuturi sângeroase
Wrong Turn 4: Bloody Beginnings este un film horror american din 2011 și cea de-a patra parte din seria de filme Wrong Turn. Filmul servește ca prequel pentru filmele precedente. Lansarea filmului a avut loc pe 25 octombrie 2011 pe DVD și Blu-ray.

## Distribuție
- Sean Skene — Three Finger
- Blane Cypurda — Young Three Finger
- Dan Skenen — One Eye
- Tristan Carlucci — Young One Eye
- Scott Johnson — Saw Tooth
- Bryan Verot — Young Saw Tooth
- Jennifer Pudavick — Kenia Perrin
- Tenika Davis — Sara
- Kaitlyn Leeb — Bridget
- Terra Vnesa — Jenna
- Victor Zinck Jr — Kyle
- Dean Armstrong — Daniel
- Ali Tataryn — Lauren
- Samantha Kendrick — Claire
- Sean Skene — Vincent
- Arne MacPherson — Doctor Brendan Ryan
- Kristen Harris — Doctor Ann Marie McQuaid